# 323 a.C.
Il 323 a.C. (CCCXXIII a.C. in numeri romani) è un anno  del IV secolo a.C.

## Eventi
- A Roma, eletti consoli: Gaio Sulpicio Longo II, Quinto Aulio Cerretano.
- 10-11 giugno - Alessandro Magno, re di Macedonia, muore a Babilonia, dopo dieci giorni di febbre a seguito di un banchetto estremamente sontuoso. La sua morte provoca l'inizio dei conflitti fra i suoi generali per il controllo dell'Impero macedone. Un primo scontro vede la morte del capo della fanteria Meleagro (che voleva dare pieno potere a Filippo III, figlio illegittimo di Filippo II avuto da Filinna di Larissa), insieme a trecento dei suoi partigiani, per mano di Perdicca, generale della cavalleria macedone, mentre Statira II, seconda moglie di Alessandro Magno, viene uccisa da Rossane, la prima, impedendole che generasse un erede. Perdicca ottiene la nomina di reggente dell'impero e del re di Macedonia, il figlio postumo di Alessandro Magno, Alessandro IV di Macedonia; Filippo III di Macedonia, fratellastro di Alessandro, ne diviene suo associato, e, dal canto suo, nomina Tolomeo governatore dell'Egitto, Eumene di Cardia governatore della Cappadocia e della Paflagonia, Antigono governatore della Frigia, e Lisimaco governatore della Tracia, mentre il controllo della Macedonia viene affidato congiuntamente al suo precedente reggente Antipatro e a Cratero, il luogotenente in capo di Alessandro. Di fatto hanno inizio le guerre dei Diadochi, lunga serie dei conflitti fra i suddetti successori di Alessandro ed altri come Seleuco I; Tolomeo, infatti, diviene capostipite della dinastia tolemaica, mentre Seleuco a quella seleucide. Inoltre, lo stesso giorno della morte di Alessandro Magno, muore anche Diogene di Sinope.
- Alla notizia della morte di Alessandro Magno Atene ed altre città greche si rivoltano contro i macedoni dando inizio alla Guerra lamiaca. In particolare, gli ateniesi sconfiggono Antipatro, che si rifugia a Lamia, dove rimarrà assediato per mesi. Sempre gli ateniesi richiamano Demostene dal loro esilio e lo ripagano con una quantità di denaro sufficiente a ripagare la sua pena.
- Sempre dopo la morte di Alessandro Magno, Aristotele è rinviato a giudizio con l'accusa di empietà. Fuggito da Atene, il precettore del macedone si rifugia a Calcide, nell'Eubea. Il suo discepolo Teofrasto diventa capo del liceo ateniese fondato dal suo stesso maestro.

## Nati
- Alessandro IV di Macedonia, sovrano macedone antico († 311 a.C.)
- Rintone, drammaturgo greco antico († 285 a.C.)

## Morti
- 10 giugno - Diogene di Sinope, filosofo greco antico
- Alessandro Magno, condottiero e militare macedone antico (n. 356 a.C.)
- Arpalo, nobile macedone antico
- Calano, filosofo, predicatore e mistico indiano (n. 398 a.C.)
- Cynane, nobile macedone antica (n. 359 a.C.)
- Dripetide, principessa persiana
- Leostene, militare ateniese
- Parisatide II, principessa persiana
- Sisigambi, principessa persiana
- Statira II, principessa persiana